# Juliette Joste
Juliette Joste est une éditrice et autrice française. 
Après avoir travaillé pour les éditions Flammarion, Belfond, et Grasset, elle est directrice éditoriale des éditions de L'Iconoclaste depuis décembre 2024. 

## Biographie

### Jeunesse et études
Juliette Joste est titulaire d'un diplôme d'études universitaires générales (Deug) de russe, d'une maîtrise de lettres modernes et de l’Institut d'études politiques de Paris (IEP). Elle obtient un master d’édition à l'Université de New York aux États-Unis.

### Carrière professionnelle
Juliette Joste commence sa carrière chez Flammarion en 1993 comme coresponsable des droits étrangers et des coéditions. Elle devient éditrice junior en 1997, travaillant auprès de Raphaël Sorin, puis éditrice en 2002. Elle accompagne Michel Houellebecq qui publie Les Particules élémentaires en 1998 et avec qui elle débute une longue collaboration.
En 2009, elle devient consultante et enquête sur la profession d’agent littéraire. Elle publie en 2015 une étude remarquée, réalisée pour l'Observatoire du livre et de l'écrit en Ile-de-France (MOTif) où elle décrit un métier en pleine évolution et souvent critiqué,,. Elle réalise également deux portraits d'Élisabeth Badinter et d'Antoinette Fouque pour la revue XXI.
En 2012, Juliette Joste est nommée directrice éditoriale, chargée du domaine français aux éditions Belfond, filiale du groupe Editis,. Elle publie notamment Chambre 2 de Julie Bonnie, chanteuse et auxiliaire de puériculture qu'elle a encouragée à écrire sur son quotidien. Le roman reçoit le Prix du roman Fnac 2013,.
En 2014, Juliette Joste rejoint les éditions Grasset en tant qu'éditrice. Elle sort plusieurs des plus gros succès littéraires des années 2010 : Petit Pays de Gaël Faye en 2016, La Disparition de Josef Mengele d’Olivier Guez et La Tresse de Laetitia Colombani en 2017, Les Rêveurs d’Isabelle Carré en 2018 ou encore Les Victorieuses de Laetitia Colombani en 2019,,,.
L'hebdomadaire L'Express la désigne personnalité 2018 du monde de l'édition.
En décembre 2024, elle est nommée directrice éditoriale des éditions de L'Iconoclaste, fondées par Sophie de Sivry,.